# Leighton House Museum

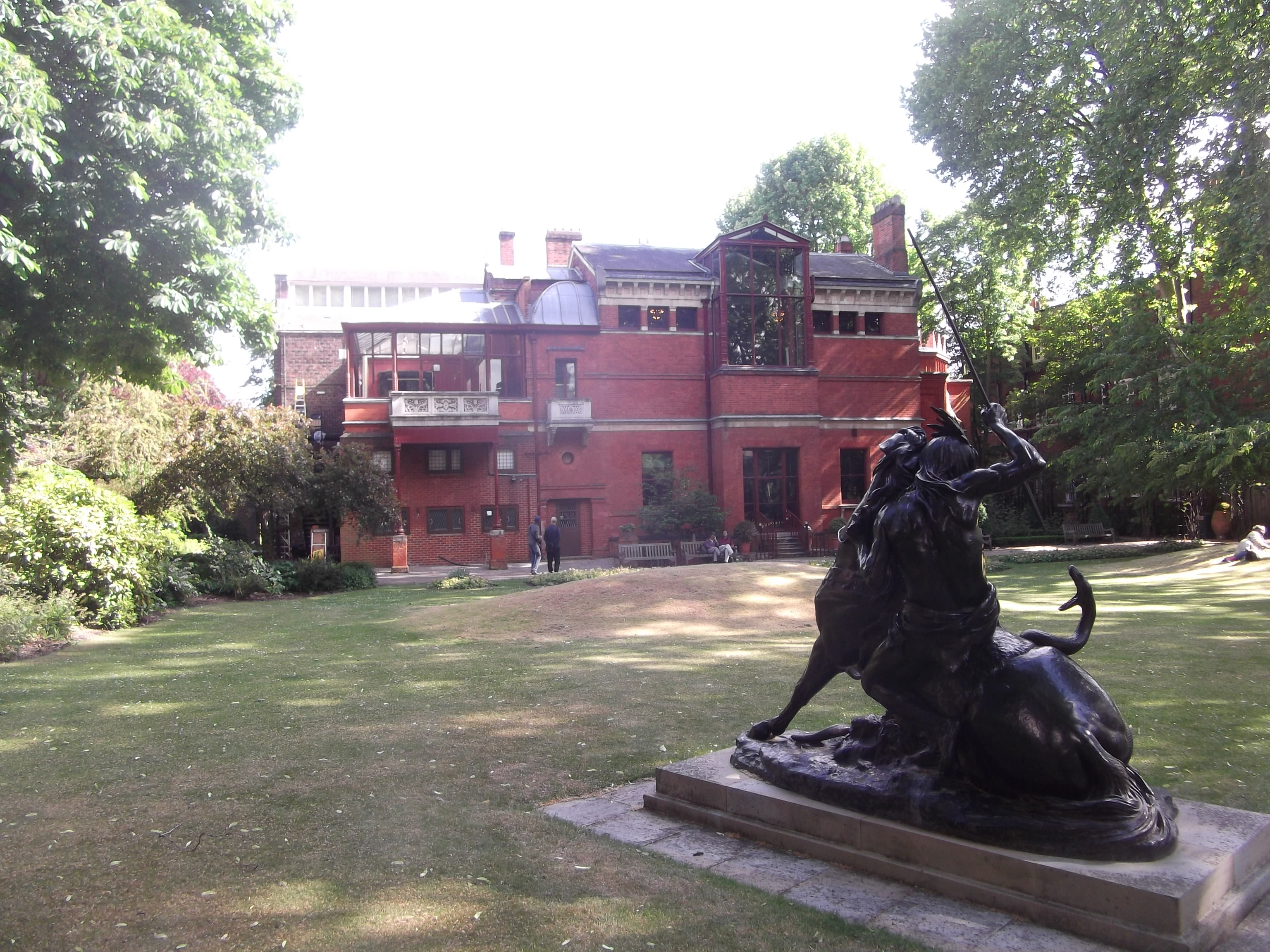
Die Gartenfront

Leighton House Museum ist ein Kunstmuseum im Londoner Stadtteil Royal Borough of Kensington and Chelsea in der Nähe des Holland Parks. Leighton House war ehemals Wohnhaus und Atelier des viktorianischen Malers und Bildhauers Frederic, Lord Leighton. Das Haus ist als Grade II* gelistet.

## Geschichte
Leighton hatte in den frühen 1850er Jahren in Rom den britischen Architekten George Aitchison (1825–1910) kennengelernt. Aitchison stammte zwar aus einer Familie von Architekten, die auf Werften, Warenhäuser und Eisenbahnarchitektur spezialisiert war, er selbst hatte aber noch nie ein Haus entworfen. Leightons Haus- und Atelierprojekt, das sich nicht nur auf den eigentlichen Bau bezog, sondern schließlich auf das gesamte Design und die Innenausstattung ausdehnte, zog sich über 30 Jahre hin. 1868 war der Ziegelbau zwar fertiggestellt, als eine Art „Work in Progress“ erhielt das Haus in der Folge eine Reihe von Erweiterungen: 1869/70 Canvas Store & Loggia, 1870 bis 1881 die überkuppelte Arab Hall, 1889/90 das Winter Studio, 1894/95 den Silk Room, 1828/1955 den Perrin Wing und 2022 einen Anbau mit Lift und dem Treppenturm mit einer Wendeltreppe und dem 11 m hohen Wandbild Oneness der iranischen Künstlerin Shahrzad Ghaffari.
Leighton House brachte dem Architekten in der Folge Aufträge zur Umgestaltung von Stadthäusern reicher Londoner ein und förderte seine akademische Karriere. Er wurde schließlich Professor für Architektur an der Royal Academy und ab 1868 Präsident des Royal Institute of British Architects.
1896 starb Leighton, ohne einen direkten leiblichen Erben zu hinterlassen. Wenige Monate später wurde Leightons Sammlung sowie das gesamte Inventar des Hauses innerhalb einer Woche bei Christie’s komplett versteigert. Das Haus blieb praktisch völlig ausgeräumt zurück. Gegen Ende der 1890er Jahre begannen Emilie Barrington (1841–1933), eine ehemalige Nachbarin Leightons, und das neue gegründete Leighton House Komitee mit dem Sammeln und Rückkauf ehemaliger Exponate und dem Ankauf von Einrichtungsgegenständen der Zeit, um das Haus stilgerecht wieder zu möblieren. Inzwischen besitzt das Museum wieder 700 Handzeichnungen Leightons aus dem ursprünglichen Bestand von über 1000 Exemplaren.
1927 ging das Anwesen an das Royal Borough of Kensington and Chelsea. Um dieselbe Zeit konnte mit Hilfe einer Spende der Familie Perrin ein Anbau, der sogenannte Perrin-Wing, errichtet werden, der für Ausstellungen und andere Nutzungen geeignet war und im Zug der jüngsten Restaurierungen umgebaut und erweitert wurde. Haus und Garten wurden dann jedoch vernachlässigt, einige Räume wurden zwar zu Wohnungen umgebaut, trotzdem kam es zu einem allmählichen Verfall.
Erst 1969 bildete sich eine Gesellschaft der Freunde von Leighton House mit dem Dichter, Filmkritiker und Liebhaber viktorianische Architektur John Betjeman als Präsident. Ab den 1970er Jahren begann zudem von Seiten der Kunstwissenschaft eine Neubewertung von Leighton als Maler. Mit der Einstellung von Stephen Jones 1982 als Kurator begann eine umfassende Sanierung des Hauses. Die kostspieligen und sorgfältige Restaurierung unter der Leitung des Architekten Ian Grant (1925–1998) gab dem Haus sein ursprüngliches Fin-de-siècle-Flair zurück. Leighton Haus diente ab dann als angesagter Veranstaltungsort für Feiern, Foto-Shootings, Video-Clips sowie für Ausstellungen und vielfältige kulturelle Veranstaltungen.
2008 wurde das Architekturbüro BDP. beauftragt, ein Konzept für eine umfassende Sanierung und Neuinterpretation des Gebäudes zu entwerfen. Nach einer Planungs- und Bauzeit von vierzehn Jahren entstanden der neue Treppenturm, ein Lift, eine Klimaanlage, der Perrin-Flügel, ein Anbau von 1929/1951, wurde umgebaut und erweitert, Funktions- und Archivräume, ein Museumsshop und das De Morgan Café kamen hinzu. Finanziert wurde der Umbau durch die Friends of Leighton House und den National Heritage Lottery Fund. Leighton House Museum wurde nach Abschluss der Sanierungs- und Restaurationsarbeiten am 15. Oktober 2022 wieder eröffnet.

### Der Garten
Der Garten des Hauses wurde von Leighton selbst entworfen und blieb in seiner ursprünglichen Gestalt weitgehend unverändert. Zu Anfang nur halb so groß dimensioniert wie heute, wurde er durch Zukäufe 1868 und 1870 nach Norden und Osten erweitert. 1997 wurde der Garten nach dem einzigen vorhandenen Gartenplan von 1896 saniert. Im Zuge von späteren Restaurierungsarbeiten wurde ein Brunnenbecken aus weißem Marmor wiederentdeckt, restauriert und im Garten installiert. Der Garten selbst besteht aus einer zentralen Rasenfläche, in die viktorianische Blumenbeete eingestreut sind, mit Bäumen, Sträuchern und Blumenrabatten als Randbepflanzung sowie einem Laubengang, der heute mit Rosen bepflanzt ist.

## Die Sammlung
Die Sammlung Lord Leightons war nach seinem Tod aufgelöst und zerstreut worden. Der heutige Bestand des Museums setzt sich zusammen aus Schenkungen und Rückkäufen. Neben einigen originalen Möbelstücken wurde die Inneneinrichtung durch originales Mobiliar der Zeit sowie durch Repliken nach historischen Vorlagen ergänzt. Wieder zurück nach Leighton House kam das Bild Gemälde eines Dogen aus der Werkstatt Domenico Tintorettos, das heute wieder den Eingangsbereich des Hauses dominiert.
Schwerpunkt der Sammlung sind Gemälde der Präraffaeliten, darunter Werke von John Everett Millais, Edward Burne-Jones, Albert Moore, Lawrence Alma-Tadema und George Frederic Watts sowie 81 Ölgemälde und einige wenige Skulpturen Leightons. Die Sammlung umfasst außerdem rund 700 Handzeichnungen Leightons, die in einem Katalog erfasst und publiziert worden sind. Außerdem enthält die Sammlung rund 140 Drucke aus dem 18. und 19. Jahrhundert und anderes Archivmaterial zur Geschichte des Hauses. Auch Leightons Bibliothek wurde soweit möglich rekonstruiert und präsentiert Werke, die nachweislich in seinem Besitz waren.

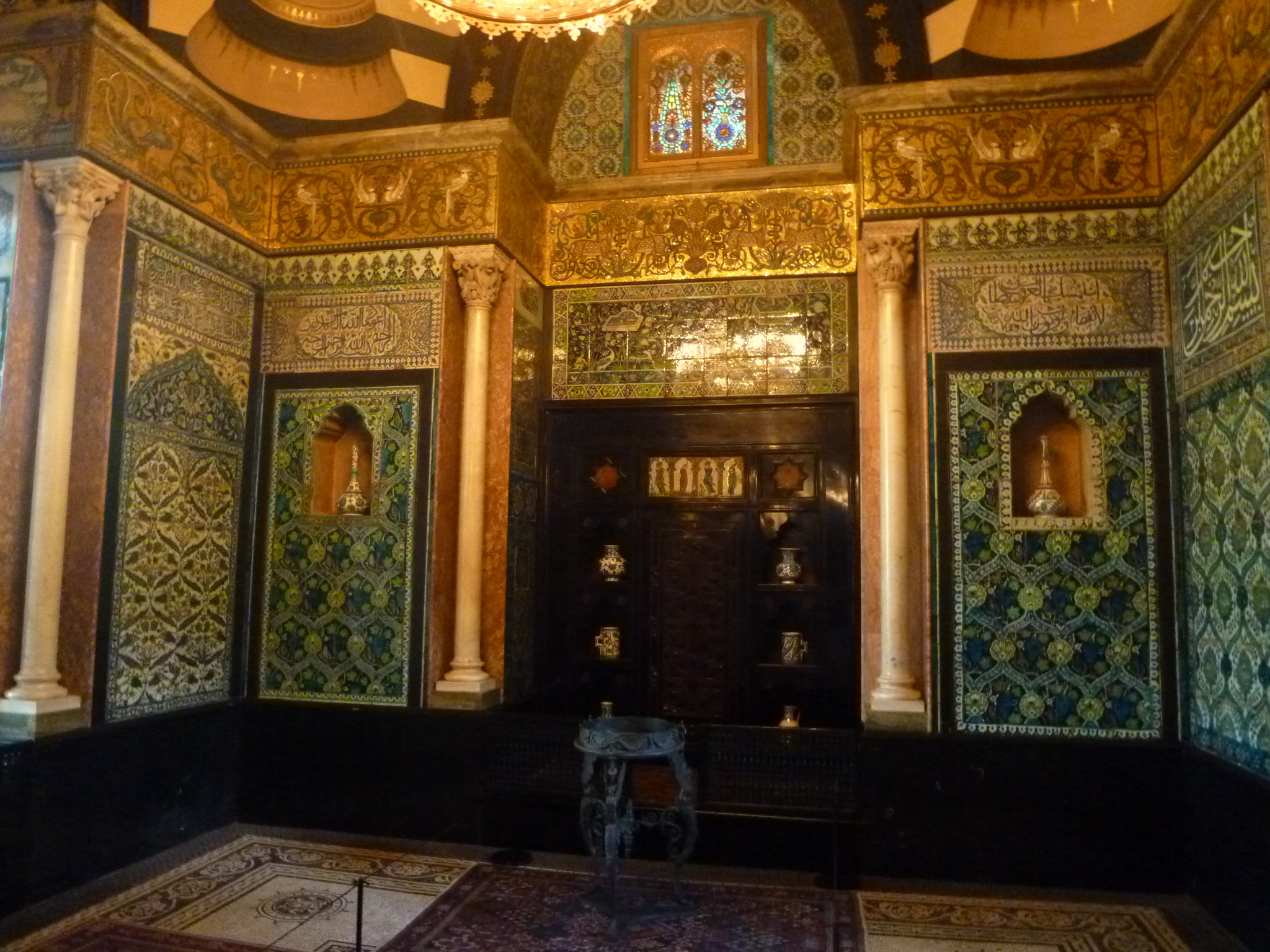
Arabic Hall

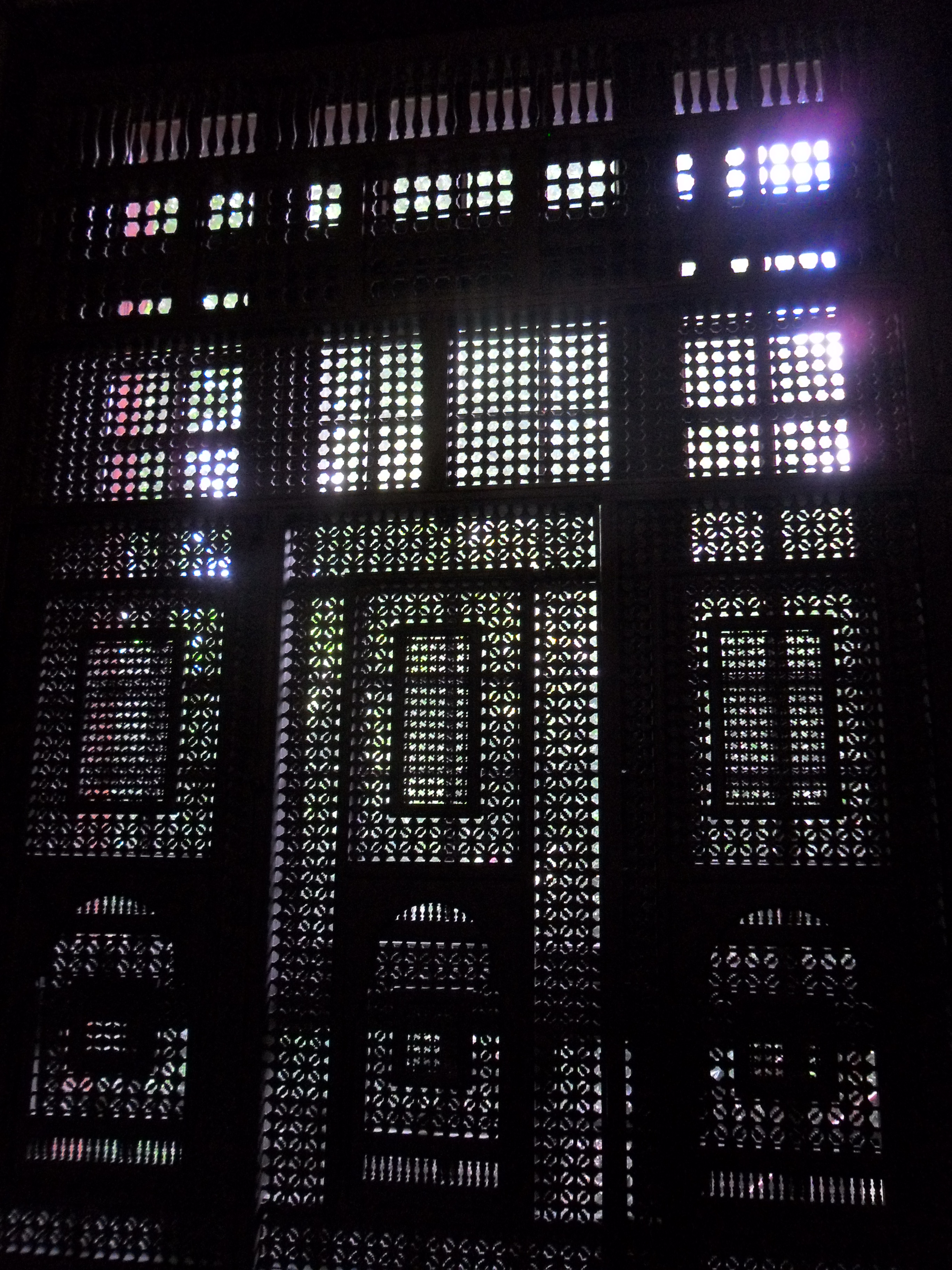
Arabic Hall

## Leighton House in Film und Popkultur
Leighton House, insbesondere die exotisch wirkende Arabic Hall, diente mehrmals als Drehort für internationale Filmproduktionen. Den Filmen Die Wonnen der Aspidistra und Die Flügel der Taube von 1997 folgten 1999 Citizen Kane – Die Hollywood-Legende und 2002 Nicholas Nickleby, eine Dickens-Verfilmung von Douglas McGrath, 2005 Mit offenen Karten, 2015 eine Episode in Life in Squares, eine Miniserie über die Bloomsbury Group, und schließlich 2020 eine weitere Verfilmung von Daphne Du Mauriers Roman Rebecca. Das Treppenhaus von Leighton House war Inspiration für das Design in Harry Selfridges Haus in der TV-Serie Mr Selfridge.
Die Arabic Hall diente als Spielort für diverse Videoproduktionen, wie The Stranglers’ Golden Brown und Spandau Ballet’s Gold.